# Terra Nova (think tank)
Pour les articles homonymes, voir Terra Nova.
Terra Nova est un laboratoire d'idées français se voulant proche du Parti socialiste, fondé en février 2008 par Olivier Ferrand sous forme associative, qui rassemble des haut-fonctionnaires et dirigeants d'associations ou d'entreprises en vue de produire et diffuser des propositions progressistes, en France et en Europe, concernant des enjeux économiques, sociaux, politiques et sociétaux.

## Fonctionnement

### Organisation
Terra Nova fédère des spécialistes dans divers domaines, issus de la haute fonction publique, du monde universitaire, du monde de l'entreprise et du milieu associatif, autour de pôles thématiques, et publie sur son site Internet trois types synthèses de ses réflexions:
- des notes courtes;
- des études plus développées;
- et des rapports, publiés comme travaux collectifs ou individuels[3].

Ses participants sont répartis dans différents pôles : « économie et finances », « affaires sociales », « économie verte », « éducation », « enseignement supérieur et recherche », « logement et politique de la ville », « sécurité », « immigration, intégration, non-discrimination », « justice », « sport », « Europe », « affaires internationales ». 
Le 8 septembre 2016, elle a organisé à la salle Wagram à Paris avec la fondation Jean-Jaurès un colloque sur « la démocratie face au terrorisme », conclu par François Hollande, alors Président de la République. Terra Nova a par ailleurs fait partie des divers partenaire d'évènements organisés par des médias comme le Forum Libération de Grenoble ou les Journées de Strasbourg avec Le Nouvel Observateur.

### Positionnement politique et objectifs
Terra Nova est considéré comme proche du Parti socialiste,, dont était adhérent son fondateur et sa directrice générale, et plus particulièrement de la fraction « sociale-libérale » du PS, mais a aussi des critiques sévères dans cette famille de pensée et ailleurs à gauche, notamment au PCF, chez LFI et les écologistes. 
L'association se coordonne à l'international avec d'autres groupes de réflexion progressistes, afin de promouvoir les bonnes pratiques, et diffuse ses publications gratuitement auprès des leaders politiques, élus nationaux et responsables locaux, ainsi qu'à tous ceux mettant en œuvre des politiques publiques.
La diffusion des idées de Terra Nova passe par un contact direct avec les responsables politiques et une présence active dans les médias.

### Direction

#### Présidents
- Olivier Ferrand (2008-2012), décédé en 2012.
- François Chérèque (2013-2017)[9], ex-secrétaire général de la CFDT (2002-2012), décédé en janvier 2017.
- Lionel Zinsou (depuis 2017)[10], ex Premier ministre du Bénin (2015-2016).

#### Directeurs généraux
- 2013 : Juliette Méadel[11], future ministre déléguée chargée de la ville.
- depuis 2013 : Thierry Pech, futur coprésident du comité de gouvernance de la Convention citoyenne pour le climat.

### Financement
Terra Nova est financée à plus de 50 % par des subventions publiques, le reste se répartissant en mécénat d'entreprise et cotisations des adhérents. Parmi ces mécènes ayant effectué un don, on trouve :
- Caisse des dépôts et consignations
- Mutualité Française

En 2012, selon Laurent Mauduit, 80% de son financement provient de grands groupes industriels.

## Propositions

### Stratégie électorale envers les ouvriers
Le 10 mai 2011, un an exactement avant le second tour de la présidentielle 2012, Terra Nova publie une note de réflexion qui « fait grand bruit ». Titrée « Gauche : quelle majorité électorale pour 2012 ? », celle-ci présente trois stratégies électorales possibles pour la gauche.
L'un des trois choix possibles serait de s'appuyer sur le fait qu'une « nouvelle coalition » électorale de gauche émerge : « la France de demain », jugée « plus jeune, plus diverse, plus féminisée » que les précédentes et « unifiée par des valeurs culturelles, progressistes ». Selon cette note, Mai 68 aurait causé « une première rupture entre la gauche et la classe ouvrière » et entraîné la première vers un « libéralisme culturel », sans étayer cette affirmation, en soulignant que les derniers sondages d'opinion placent le Front national en tête du vote ouvrier, catégorie jugée en « déclin démographique », d'où l'obsolescence d'un « discours politique de gauche ouvriériste »,, selon cette note, qui propose de s'y adapter en mettant plutôt en valeur les jeunes, femmes et immigrés,.
Dès sa publication, l'étude subit des protestations dans tous les partis, d'abord à gauche, puis à droite,,,. Le PCF déclare que Terra Nova se « saborde idéologiquement », et un porte-parole de Ségolène Royal critique aussi cette note, jugeant qu'il est impossible de gagner « sans adhésion des milieux populaires ». S'éloigner d'eux serait une « choix mortifère pour la gauche », déclare le groupe dit "Solférino 2012", regroupant 60 députés proches de Martine Aubry. Les critiques viennent même de l'aile droite du PS : Bruno Le Roux, proche de François Hollande, dénonce un débat « totalement à côté de la plaque » et le strauss-kahnien Pierre Moscovici une « erreur ontologique, éthique, politique, de renoncer à la classe ouvrière ».
A droite, le secrétaire général de l'UMP Jean-François Copé fustige le « cynisme électoral », les « intérêts électoraux et marketing » des socialistes, et le Front national leur « abandon des classes populaires ». 
« Terra Nova n'engage pas le PS » déclare alors à l'AFP Olivier Ferrand, qui dément, « en aucun cas » conseiller de se passer de la classe populaire et rappelle n'avoir fait que distinguer plusieurs stratégies, sans trancher entre elles.
Encore plus critique, lors de la présidentielle 2012 qui suit, Jean-Luc Mélenchon « réhabilite la classe ouvrière que le club Terra Nova voulait disqualifier hors du champ politique » et veut « la ramener en pleine lumière », souligne L'Humanité , et son parti devient célèbre pour « fracasser Terra Nova ». La polémique s'envenime. Terra Nova répond lors de la présidentielle suivante que Mélenchon ne se livre en fait qu'à « une opération rituelle de purification » et que le changement de régime qu'il veut est empreint de « grossières contradictions, qui le rendent tout à la fois nébuleux et dangereux ».
Les universitaires sont également très critiques: la démographe Michèle Tribalat juge que les populations immigrées sont difficilement prêtes « à accepter les réformes sociétales défendues par la gauche », notamment le "mariage pour tous". L'analyse de Terra Nova s'inscrit dans les luttes symboliques qui mobilisent les figures du « beauf » et du « bobo », le second apparaissant alors comme le « cœur de cible » de l’électorat visé par la fraction dominante « sociale-libérale » du PS, observe le sociologue Gérard Mauger en 2014, période où il constate que « l’extrême droite, sous ses diverses formes, s’impose dans l’agenda politique, médiatique, intellectuel ».
Entre-temp, selon Jérôme Fourquet, sondeur à l'Ifop, les mauvais conseils de Terra Nova auraient expliqué l'échec de Claude Bartolone aux régionales de 2015 face à la candidate de la droite Valérie Pécresse, qu'il avait présentée comme celle qui défend « la race blanche », lui-même se faisant le défenseur des « minorités », ce qui a contribué à placer « au cœur de la campagne ce type de représentations, en faisant de la question de l'identité le clivage majeur », provoquant le basculement des votes des électeurs du FN vers la droite.
Lors de la primaire 2016, et bien que la nouvelle direction de Terra Nova l'aient depuis dénoncée, la note de 2011 aurait également coûté à Alain Juppé sa défaite, selon Jérôme Fourquet. En voulant « extrémiser » son adversaire de la primaire François Fillon, en l'attaquant sur l'IVG et sa conception « traditionaliste », Alain Juppé n'a fait « qu'accroître la détermination et la mobilisation de l'électorat de droite et des sympathisants frontistes » contre lui. Comme Claude Bartolone, Alain Juppé aurait voulu, selon Fourquet, s'adresser à la « France de demain », définie par Terra Nova comme étant une France « plus jeune, plus féminine, plus diverse, plus diplômée mais aussi plus urbaine et moins catholique ». En procédant ainsi, « il amplifia la mobilisation d'une autre France en faveur de son rival ».

### ISF sur la résidence principale
En 2015, Terra Nova a relancé la proposition de fixer l’imposition à l’ISF de la résidence principale sur 100 % de sa valeur, sans l' abattement de 30 %, ce qui été immédiatement rejeté, du côté des professionnels de l'immobilier,, mais aussi du gouvernement.

### Assouplissement du droit du travail
En 2015, sous le mandat de François Hollande, marqué par la "loi travail de 2016", Gilbert Cette et Jacques Barthélémy publient un rapport sur l'assouplissement du droit du travail. Ils proposent qu'une « négociation collective puisse modifier plus facilement certains éléments du contrat de travail, tels que la durée du travail et, par conséquent, la rémunération mensuelle des salariés ».
Le rapport suggère de « changer les règles du jeu » : ainsi, les partenaires sociaux auraient la possibilité d’exclure l’octroi d’indemnités aux salariés susceptibles d’être congédiés parce qu’ils ne veulent pas se conformer à un AME,.

### Hausse des droits de succession
Le 4 janvier 2019, Terra Nova publie une note proposant d'augmenter la fiscalité des droits de succession de 25 %. Une hausse justifiée par une situation « socialement injuste et économiquement sclérosante ». Terra Nova estime que l'héritage prend une part trop importante du PIB du pays (plus de 10 % en 2015) et qu'il est majoritairement tourné vers les retraités (on est passé d'un âge moyen des héritiers en ligne directe de 40 ans en 1960 à 50 ans aujourd'hui). Hériter après 60 ans, réduirait les possibilités d'investissement et contribuerait à accentuer les inégalités entre les moins de 40 ans et les retraités, moins investisseurs et moins consommateurs que les plus jeunes.
Terra Nova suggère la mise en place d'un abattement décroissant en fonction de la fortune héritée et un barème progressif de taxation de la transmission patrimoniale qui privilégierait de payer moins d'impôts en dessous d'un héritage de 150 000 euros et davantage au-dessus de ce barème. Selon Terra Nova, ces mesures pourraient tendre vers davantage d'égalité car elles rapporteraient autour de 3 milliards d'euros par an à l'État. Une somme qui pourrait servir à mieux accompagner les personnes âgées dépendantes ou à aider un jeune atteignant la majorité en lui versant automatiquement une "allocation de patrimoine".
La proposition de Terra Nova intervient dans un contexte où Emmanuel Macron, le président de la République, est très fermé à l'idée de bousculer la loi concernant l'héritage, soucieux de ne pas froisser l'électorat des retraités, déjà hostile envers son action.

### Référendum d'initiative citoyenne délibératif
En 2019 un rapport de Terra Nova propose l'instauration en France d'un "référendum d'initiative citoyenne délibératif". Cette proposition fait explicitement suite au mouvement des Gilets jaunes et à la demande de référendum d'initiative citoyenne.
Les points principaux de cette proposition sont d'une part la possibilité de déclenchement d'un processus référendaire à partir d'un certain nombre de signatures (initiative populaire), et d'autre part l'instauration concomitante d'une assemblée citoyenne constituée de personnes tirées au sort et chargée d'éclairer le choix des électeurs. La deuxième partie de la proposition s'appuie sur les expériences similaires de jury citoyens qui encadrent les initiatives citoyennes Citizens' Initiative Review aux États-Unis.

### Travailleurs immigrés
En mai 2025, un rapport publié par le think tank estime qu'« entre 250 000 et 310 000 travailleurs immigrés doivent être accueillis chaque année jusqu'en 2040-2050 afin de maintenir le ratio actif-inactif et garantir la « soutenabilité de notre modèle social ». »

### Personnalités
Parmi les personnalités connues participant ou ayant participé à Terra Nova entre 2008 et 2010 figurent notamment :
- Personnalités politiques
  - Michel Rocard, président du conseil d'orientation scientifique
  - Daniel Cohn-Bendit, député européen EELV de juillet 1994 à juillet 2014
  - Mathilde Androuët, députée européenne RN depuis juillet 2019[40]
  - Bertrand Delanoë, maire de Paris de mars 2001 à avril 2014 engagé au PS
  - Bruno Rebelle, ancien numéro 2 de Greenpeace International
  - Seybah Dagoma, députée de Paris (Parti socialiste), membre fondateur de Terra Nova
  - Christophe Bejach, conseiller politique, membre fondateur de Terra Nova[41]

- Personnalités issues de la société civile
  - Bernard Spitz, président de la Fédération française des sociétés d’assurances (FFSA)
  - Carole Ferrand (veuve d'Olivier Ferrand, membre fondateur et président honoraire de Terra Nova), directrice financière du groupe Capgemini
  - Bruno Jeanbart, directeur des études politiques d'OpinionWay, membre fondateur de Terra Nova
  - Gilles de Margerie, membre fondateur de Terra Nova, fondateur du think tank En temps réel et de la Fondation pour les sciences sociales, directeur de cabinet d'Agnès Buzyn au ministère des Solidarités et de la Santé, commissaire général de France Stratégie
  - Françoise Monard, membre fondateur de Terra Nova, secrétaire générale de La chaîne de l'espoir
  - Olivier Mongin, écrivain, membre fondateur de Terra Nova, directeur de la revue Esprit jusqu'en 2012
  - Anousheh Karvar, secrétaire nationale de la CFDT
  - Olivier Poivre d'Arvor, écrivain
  - Julie Coudry, présidente de La Manu
  - Karim Zéribi, conseiller auprès de la SNCF, président d'APC recrutement
  - Rokhaya Diallo, militante associative et fondatrice des Indivisibles
  - Valérie Atlan, épouse de Claude Askolovitch, collaboratrice de Jean-Luc Mélenchon au ministère de l'enseignement professionnel en 2001-2002, chargée de communication de Manuel Valls à la communauté d'agglomération Évry Centre Essonne, membre fondatrice de Terra Nova, décédée en 2009
  - Jean-Baptiste Soufron, avocat et ancien secrétaire général du Conseil national du numérique
  - Jacques Galvani, conseiller chez McKinsey & Company, membre fondateur de Terra Nova, ancien président du Club XXIe siècle
  - Roger Godino, créateur de la station de ski des Arcs, conseiller auprès du Premier ministre Michel Rocard de 1988 à 1991, président de la Maison de la France, président d’Action contre la faim, membre fondateur de Terra Nova et des Gracques
  - Éric Hazan, écrivain, membre fondateur de Terra Nova
  - Marc-Olivier Padis, membre fondateur de Terra Nova, ancien directeur de la rédaction de la revue Esprit
  - Thierry Pech, essayiste, membre fondateur et directeur général de Terra Nova
  - Aziz Ridouan, membre fondateur de Terra Nova, responsable de la communication numérique de Matignon auprès de Manuel Valls

- Universitaires :
  - Philippe Van Parijs, philosophe belge
  - Bernard Manin, philosophe
  - Éric Maurin, économiste, membre fondateur de Terra Nova
  - Philippe Aghion, économiste
  - Élie Cohen, économiste
  - Daniel Cohen, économiste
  - Robert Castel, sociologue
  - Michel Wieviorka, sociologue
  - Patrick Weil, sociologue
  - Olivier Duhamel, constitutionnaliste
  - Daniel Bloch, ingénieur et physicien

- Hauts fonctionnaires
  - Alain Christnacht, membre fondateur de Terra Nova, directeur de cabinet de Christiane Taubira au ministère de la Justice
  - Anne-Marie Leroy, membre fondatrice de Terra Nova, première vice-présidente et conseillère juridique du groupe de la Banque mondiale
  - Jean-Philippe Thiellay, membre fondateur de Terra Nova, conseiller d'État, directeur général adjoint de l'Opéra de Paris

- Dirigeants d'entreprise
  - Dominique David, membre fondateur de Terra Nova, ex directeur général de Feldman Calleux & Associés (groupe Publicis)
  - Louis Dreyfus, dirigeant de presse, membre fondateur de Terra Nova
  - Jean-Noël Tronc, président de la SACEM, membre fondateur de Terra Nova
  - Matthieu Pigasse, codirecteur général délégué de la banque Lazard en France et vice-président de Lazard en Europe, actionnaire du journal Le Monde et du Huffington Post et principal actionnaire des Inrockuptibles.
  - Jean Peyrelevade, ancien président du Crédit lyonnais, de l'UAP et de Suez
  - Denis Olivennes, ex PDG d'Europe 1, actuel cogérant du quotidien Libération
  - Gérard Obadia, membre fondateur de Terra Nova, dirigeant de la société Opérationnelle Communication
  - Benoît Thieulin, directeur de l'agence La Netscouade et président du Conseil national du numérique
  - François Veron, membre fondateur de Terra Nova, président du fond entrepreneurial Newfund
  - Christophe Hurbin, membre fondateur de myLabel.

- Personnalités internationales
  - Amartya Sen, économiste
  - Anthony Giddens, sociologue
  - Joaquin Almunia, commissaire européen
  - Francesco Rutelli, vice-président du Parti démocrate italien et ancien maire de Rome

## Influence et controverses

### Proximité avec les banques et les grandes entreprises
Terra Nova a été critiquée pour sa stratégie de financement dont une part importante provient de grandes entreprises, ainsi que pour une supposée influence du « lobby bancaire ». L'économiste Gaël Giraud motive son désengagement de Terra Nova ainsi : « J’ai cessé ensuite de venir aux réunions, qui n’aboutissaient à rien, des financiers étant tout le temps là pour empêcher la réflexion ». Pour Laurent Léger, journaliste à Charlie Hebdo, en 2013, le poids des financiers est devenu considérable au sein de Terra Nova : BNP Paribas y siège, ainsi qu'Ernst et Young, un des principaux cabinets d'audit financier au monde. Mais le journaliste pointe tout particulièrement la banque Rothschild, également présente par le biais de l’un de ses associés au sein du conseil d'administration, Guillaume Hannezo, lequel « est omniprésent depuis juin 2012 et se montre particulièrement interventionniste, sans commune mesure avec les autres administrateurs ».

### Réforme des retraites
Les positions de Terra Nova ont suscité le débat au sein de la gauche française, sur la crise européenne, ou ou la stratégie électorale de la présidentielle 2012, avec dès 2010 une intervention de l'économiste Henri Sterdyniak, proche du PS, qui interpelle ce dernier pour lui demander s'il a bien mesuré combien "les propositions de Terra Nova sont approximatives, socialement dangereuses et politiquement suicidaires", selon lui. Henri Sterdyniak conteste en particulier que pour les hommes, la retraite moyenne soit "supérieure au salaire moyen", car selon lui Terra Nova compare une retraite brute (avant CSG) à un revenu salarial moyen net (après CSG), qui mélange temps plein et temps partiel. Selon cet économiste, en réalité, la pension moyenne représente "75 % du salaire moyen.

### Mesures fiscales Sarkozy
L'analyse de mars 2012 jugeant que les redistributions fiscales Nicolas Sarkozy profitent majoritairement aux entreprises et aux ménages aisés est de « mauvaise foi » selon Valérie Pécresse (UMP), selon qui la défiscalisation des intérêts d'emprunt et l'allégement des droits de succession avaient concerné en premier lieu les classes moyennes.

### Politique de sécurité
Concernant la politique de sécurité, les analyses de Terra Nova, en novembre 2011, cosignées de Marie Nadel (pseudonyme d'un haut fonctionnaire de la police) prônent notamment, avec la proposition 22, la suppression des «peines de prison pour les mineurs, sauf en cas d’atteintes graves aux personnes», ou encore la limitation du «nombre des brigades spécialisées dans les interventions, mais constituent pour le ministre de l'Intérieur de l'époque, Claude Guéant, une «promesse de désorganisation». 

## Prix et récompenses
Le 29 juin 2011, Terra Nova reçoit le prix « Think Tank français de l'année 2011 » de l'assemblée des chambres françaises de commerce et d’industrie, l'observatoire français des think-tanks et le groupe de communication et de lobbying « i&e ».[réf. nécessaire]